# Milcz
Milcz – wieś w Polsce położona w województwie wielkopolskim, w powiecie chodzieskim, w gminie Chodzież.
Dawna nazwa: Olędry Milczewskie (niem. Miltschhauland).
W latach 1954–1958 wieś należała i była siedzibą władz gromady Milcz, po jej zniesieniu w gromadzie Chodzież. W latach 1975–1998 miejscowość administracyjnie należała do województwa pilskiego.
We wsi jest przystanek kolejowy Milcz (linia kolejowa Chodzież-Piła, brak kasy i poczekalni) oraz kopalnia kruszywa. Jest też wpisany do zabytków cmentarz katolicki.
Sołectwo obejmuje wsie Studzieniec, Ciszewo, Kamionka, Milcz.

## Historia
Opis Michała Studniarskiego zamieszczony w Słowniku tom VI s.420 przedstawia Milcz jako wieś i gminę w powiecie chodzieskim, opodal Noteci.
Są wówczas dwie miejscowości: Milcz wieś i Milcz-Neu Krug, karczma.
Łącznie w roku 1886 było tam 20 domów, 175 mieszkańców, 129 ewangelików., 46 katolików, 61 osób było analfabetami. Poczta i telegraf w Chodzieżu odległym o 6 kilometrów, Gościniec oddalony 9 kilometrów, stacja kolei żelaznej w Miasteczku o 8 km.
Milcz Olędry stanowiły trzy miejscowości: Milcz Olędry oraz wsie Milcz-Dreihaus; Milcz-Vierhaus.
W roku 1886 było razem 21 domów, 233 mieszkańców 175 ewangelików, 58 katolików, 35 analfabetów. Poczta i telegraf w Chodzieżu o 5 km, gościniec o 4 km, stacja kolei żelaznej w Miasteczku o 9 km oddalona.